# Nicolae Bilețchi
Nicolae Bilețchi (n. 12 martie 1937, Oprișeni, Regatul România – d. 30 iulie 2021, Arad, România) a fost un critic și istoric literar. Este fiul Elenei (născută Haisuc) și al lui Vasile Bilețchi, țărani. A absolvit Facultatea de Filologie (secția germano-romanică) la  Universitatea din Cernăuți (1959). Doctorand la Institutul de Literatură Universală „Maxim Gorki” al Academiei de Științe din URSS, între 1964 și 1967, și-a luat doctoratul în filologie în 1987. Este  cercetător științific principal la Institutul de Istorie și Teorie  Literară al Academiei de Științe a Republicii Moldova. A fost ales  membru corespondent al Academiei de Științe a Republicii Moldova (1992).
A debutat editorial cu studiul monografic Epiceskie i liriceskie elementî v moldavskoi sovetskoi dramaturgii ("Elementele epic și liric în dramaturgia sovietică moldovenească") (1972). În volumele Consemnări critice (1976) și Considerări și reconsiderări literare (1983), Bilețchi s-a afirmat ca un avizat cercetător al dramaturgiei și prozei contemporane din Republica Moldova. Plătind o vreme tribut înțelegerii literaturii prin prisma realismului socialist, Bilețchi realizează totuși exegeze serioase, în care predomină analiza psihologică a personajelor și atenția concentrată asupra procedeelor artistice. 
Efortul de sincronizare cu statutul criticii și istoriei literare moderne se vădește în studiul Romanul și contemporaneitatea (1984), unde Bilețchi apelează la un instrumentar critic complex și la un limbaj estetic înnoit, atunci când se referă la particularitățile formale (Zbor frânt, de Vladimir Beșleagă), la substratul dramatic al timpului încremenit (Vămile de Serafim Saka), la „direcția estetică" (Disc de George Meniuc), la interferența timpurilor (Unchiul din Paris, de Aureliu Busuioc) sau la cronotopul basmului (Povestea cu cocoșul roșu de V. Vasilache). Bilețchi formulează tot aici și rezerve critice, abordând cu luciditate și în toată complexitatea lui procesul literar. 
Bibliografia selectivă a publicațiilor criticului și istoricului literar:
1.	 Билецки, Н. Молдавская советская драматургия: Проблема развития рода: Автореф: дисс. канд. филол. наук – М., 1967, 17 с.
2.	 Билецки, Н. Эпические и лирические элементы в молдавской советской драматургии // Под ред. Ю.А.Кожевникова // Кишинев: Штиинца, 1972, 256 с. – Рец.: Апетри, Д. Труд о молдавской драме // Кодры, 1973, № 8, с. 118.119; Spătaru, G. Un valoros studiu în problemele dramaturgiei // Zorile Bucovinei, 1973, 30 ian. Apetri, D. Elementele epice și lirice în dramaturgia sovietică moldovenească // Cultura, 1973. - 3 februarie. - P.10-11.
3.	 Bilețchi, N. Consemnări critice // Chișinău: Cartea moldovenească, 1976, 198 p. – Cuprins: V.I.Lenin și problemele teatrului. – P. 3-17; Valori etice în dramaturgia moldovenească. – P. 18-38; Unele probleme ale comediei. – P. 39-51; Un univers dramatic cu substrat liric. – P. 52-76; Dramaturgia moldovenească: Confruntări și aprecieri. – P. 75-86; Nuvela contemporană: Confruntări și aprecieri. – P. 87-103; Suportul dramatic al epicului. – P. 104-133; Suportul muzical al epicului și dramaticului. – P. 134-155; De la romanul-frescă la romanul-destin. – П. 156-172; Poezia lui Bogdan Istru. – P. 173-180; Prin „Amurguri triste” spre „Albe răsărituri”. – P. 181-189; Poezie în „straie noi cu model carpatic”. – P. 190-197; Rec. Vizovi, V. // Zorile Bucovinei. – 1976. – 21 aug.; Dolgan, M. Un critic deschis spre dramaturgie: N. Bilețchi // Nistru. – 1978, Nr. 6. – II. 147-150; Mazilu, G. Nevoia de curaj în critică // Lit. și arta, 1979, 4 ian. – P. 5; Iațcovscaia, L. // Moldova soc., 1977. – 30 sept.; Râbac, S. Încă odată despre curaj în critică // Lit. și arta, 1979, 29 martie. - C.2.
4.	 Bilețchi, N. Considerări și reconsiderări literare: Studii și articole critice, Chișinău, Lit. artistică, 1983, 250 p. – Cuprins: De la epicul nuvelistic spre epicul romanesc. – P, 4-27; Pe calea intuirii structurii romanești. – P. 28-72; Intuirea structurii romanești. – P. 73-128; Proza: Retrospective și perspective. – P. 128-147; Rădăcinile și coroana unei perspective ademenitoare. – P. 147-168; Integritatea organică – un imperativ al romanului. – P. 168-185; Treptele începutului. – II. 185-207; Materialul pe viață în configurația speciilor genului dramatic. – P. 207-231; Dramaturgia: Probleme și perspective. – P. 231-250. – Rec. Țurcanu, A. // Limba și lit. mold. – 1984, Nr. 3. – P. 66-68.
5.	 Bilețchi, N. Romanul și contemporaneitatea // Sub. Red. lui A.P.Gavrilov; rec., și rec. de H. Corbu, I. Racul, M. Dolgan // Chișinău: Știința, 1984, 302 p. – Rec.: Racul, I. Un studiu de sinteză // Știința, 1985, 7 martie; Stati, V. Un studiu cuprinzător // Lit. și arta, 1985, 29 august – P. 4; Kojevnikov Iu., Молдавский советский роман // Вопр. лит., 1985, № 9. - С. 229.236.
6.	 Билецки, Н. Молдавский советский роман: Проблемы становления и развития жанра (1920-1970 гг.): Автореф. дисс. … докт. филол. наук  // Кишинев, 1986 – 36 с.
7.	 Bilețchi, N.  Creația scriitorilor moldoveni în școală: N. Costencă, A. Busuioc, Vl. Beșleagă și Gh. Malarciuc // N. Bilețchi, M. Dolgan, V. Badiu - Chișinău, Lumina, 1990. – 112 p.
8.	 Bilețchi, N.  Analize și sinteze critice //Chișinău: Elan Poligraf, 2007, 335 p. – Cuprins: Argument. – P. 5-9. Compartimentul I; Din perspectiva înnoirii și integrării. – P. 9-78; Socialul în literatură; avataruri și adevăruri. – P. 11-29; Receptarea fenomenului literar basarabean și bucovinean de către cititorul din dreapta Prutului. – P.30-39; Romanul basarabean între imperativele afirmării și restricțiile integrării; Compartimentul II: Cu cărțile pe masă. Relecturi din Ion Druță. – P. 79-176; Timpul și spațiul în viziunea artistică a lui Ion Druță. – P. 81-108; Concepție și compoziție în opera lui Ion Druță. – P. 109-160; Resurecția unui model demodat – P. 161-165; De unde vine Ion Druță?- - P. 166-176; Compartimentul III: Profiluri și medalioane literare. – P. 177-334; Nicolai Costenco. – P. 179-211; Alexei Marinat. – P. 212-235; Ion C. Ciobanu. – P. 236-260; Mihail Ghorghe Cibotaru. – P. 261-284; Vasile Levițchi. – P. 285-306; Mircea Lutic. – P. 307-319; Vitalie Tulnic. .– P. 320-334.
9.	 Bilețchi, N. Reconsiderări și recuperări literare 15 c.a. Un curs de creație. Cartea va avea următoarele compartimente: Comnartimentul I; Argument; Compartimentul II: Recomandări literare; Compartimentul III: Recuperări literare; Compartimentul IV; Eseuri răzlețe.
10.	 Atlasul lingvistic pe pagini. Basarabia, Nordul Bucovinei, Transnistira. Vol. I // Autor Vasile Pavel; anchetatori Vitalie Sorbală, Vasile Pavel, Nicolae Bilețchi, Rubin Udler. – Chișinău, „Știința”, 1993, 239 p. Vol. II // Autor Vasile Pavel; anchetatori Nicolae Bilețchi, Victor Comarnițchi, Vasile Melnic, Vasile Pavel, Vitalie Sorbală, Vasile Stati, Rubin Udler. – Chișinău, Firma Editorial-Poligrafică „Tipografia Centrală”, 1998, 365 p. Vol. III // Autori Vasile Pavel, Valeriu Sclifos, Constantin Strugăreanu; anchetatori Vasile Melnic, Victor Comarnițchi. Au colaborat parțial: Vitalie Sorbală, Vasile Pavel, Nicolae Bilețchi, Vasile Stati, Rubin Udler. – Chișinău, Firma Editorial-Poligrafică „Tipografia Centrală”, 2002, 351 p. Vol. IV // Autori Vasile Pavel, Valentina Corcimari, Albina Dumbrăveanu, Valeriu Sclifos, Stela Spânu, Rubin Udler; anchetatori Victor Comarnițchi, Nicolae Bilețchi, Vasile Melnic, Vasile Pavel, Vitalie Sorbală, Vasile Stati, Rubin Udler. – Chișinău, Firma Editorial-Poligrafică „Tipografia Centrală”. - 2003, 342 p.  Ediții alcătuite, îngrijite și prefațate de Nicolae Bilețchi
11.	 Corneanu, L. Izvorul frăției: Piese // Ed. Îngrijită și pref. de N. Bilețchi. – Chișinău: Lit. artistică. - 1978, 300 p.
12.	 Критическая  мастерская // Сост. Н. Билецки. – Chișinău, Lit. artistică, 1978, 191 p.
13.	 Oprea, M. Povestiri și povești // M. Oprea; Alc. și pref. de N. Bilețchi, 1978, 116 p.
14.	 Sub cerul Moldovei: Piese // Alc. și pref. de N. Bilețchi. – Chișinău: Lit. artistică, 1982. - 503 p.
15.	 Damian, L. Dialoguri la marginea orașului // L. Damian; Alc. și pref. de N. Bilețchi. .– Chișinău; Lumina. – 1990. - 212 p.  Nicolae Bilețchi – membru al colegiului redacțional
16.	Marele Octombrie și literatura moldovenească // Colegiul de red.: N.Bilețchi, M. Dolgan, A.Cupcea-Josu ș.a. – Chișinău: Știința. – 1974 - 318 p.
17.	 Gorkii, M.  Opere alese în 6 vol. // Col. de red.; V. Beșleagă, N. Bilețchi, S. Pânzaru. – Chișinău: Lit. artistică, 1982.
18.	 Пути  художественных исканий современной советской литературы. Ред. кол.: Г. Ломидзе, С. Чиботару, Н. Билецки и др. – Chișinău, Știința. – 1982. - 183 p.
19.	 Literatura  sovietică moldovenească în contextul procesului literar unional // Col. Red.: S. Cibotaru, M. Dolgan, V. Moraru, rec. și rec. spre editare de N. Bilețchi... – Chișinău: Știința. – 1984. - 182 p.
20.	 Căutări artistice ale literaturii moldovenești din anii 70-80 // Col. de red.: M. Dolgan, N. Bilețchi, A. Gavrilov ș.a. – Chișinău, Știința. – 1987. - 330 p.
21.	 Русская литература Советской Молдавии: (Материалы и исследования) // Ред. колю: М. Долган и др. – Chișinău, Știința, 1988. – 165 p.
22.	 Istoria  literaturii moldovenești. Vol. 3, Partea I. De la 1917 până la 1955 // Coleg. de red.: Dolgan M.D., Bilețchi N.V., Gavrilov A.P., Istru B.S., Corbu H.G., Cimpoi M.I. – Chișinău, Știința. – 1989. - 477 p.  Articole, studii, recenzii* 1962
23.	Bilețchi, N.  Elementul slav în terminologia părților plugului // Limba și lit mold. – 1962. - Nr. 4. - P. 36-42.  1963
24.	 Bilețchi, N. Din înțelepciunea poporului // Cultura Moldovei. – 1963. - 18 august.
25.	 Bilețchi, N. Două metode de reproducere literară a basmului // Труды Ш конференции молодых ученых Молдавии (Серия общ. наук).– Chișinău, 1963, ed. 3. - P. 146-147.
26.	 Bilețchi, N.  Intenții și realizări... // Cultura Moldovei. - 1963. – 17 noiembrie.
27.	 Bilețchi, N.  Câteva definiții // Cultura Moldovei. - 1963. – 2 iunie.
28.	 Bilețchi, N. Observații pe marginea pieselor din ultimii ani // Limba și lit. mold. – 1963. - Nr. 4. - P. 1-9.  1964
29.	 Bilețchi, N. Dimitrie Cantemir și muzica otomană // Cultura Moldovei. – 1964. – 26 aprilie.
30.	 Bilețchi, N. Genuri și specii literare // Limba și lit. mold. – 1964. – Nr. 2. – P. 73-75.
31.	Bilețchi, N. О соотношении славянских и неславянских элементов в названных орудий обработки  почин у молдаван // Тезисы докл. Первого симпозиума по археологии Юго-Запада СССР. – Chișinău, Cartea Moldovenească, 1964, P. 52-53.
32.	 Bilețchi, N. Povestesc frunzele codrilor // Cultura Moldovei, 1964. – 7 iunie.
33.	 Bilețchi, N. Fără calități literare // Cultura Moldovei. – 1964. – 27 mai.  1965
34.	 Bilețchi, N. M. Eminescu, Articole și scrisori [recenzie] // Învățătorul Sovietic. – 1965. – Nr. 5. – P. 60-61.
35.	 Bilețchi, N. Intelectualitatea în proza și dramaturgia moldovenească de după război // Материалы IV конференции молодых ученых Молдавии (Secția filol.).– Chișinău, 1965. – P. 3-6.
36.	 Bilețchi, N. Tovarășul nostru de drum – Poezia // Limba și lit. mold., 1965. – Nr. 3. – P. 72-74.  1966
37.	 Bilețchi, N. Un roman interesant // Bucovina Sovietică. – 1965. – 5 decembrie.
38.	 Bilețchi, N. Personalitatea umană și problema literaturii genului dramatic // Limba și lit. mold. – 1966. – Nr. 4. – P. 4-12.
39.	 Bilețchi, N. Podurile vieții // Bucovina Sovietică. – 1966. – 6 iulie.
40.	 Bilețchi, N. Sinteze critice // Bucovina Sovietică. – 1966. – 3 august.
41.	 Bilețchi, N. Un ucenic fidel al artei: Victir Teleucă // Bucovina Sovietică. – 1966. – 4 noiembrie.  1967
42.	Bilețchi, N. Dimensiunile genului // Zorile Bucovinei. – 1967. – 9 octombrie.
43.	Bilețchi, N. Dramaturgia sovietică moldovenească // Limba și lit. mold. – 1967 – P. 73-75.
44.	Bilețchi, N. Confluențe literare // Zorile Bucovinei, 1967. – 30 decembrie.
45.	Bilețchi, N. N. Costenco: „Norocul omului” // Zorile Bucovinei. – 1967. – 13 mai.
46.	 Bilețchi, N. Căutări promițătoare  // Maturitate. – Chișinău, Lumina. – 1967– P. 230-242.
47.	 Bilețchi, N. Modalități epice și lirice în dramă // Nistru – 1967. – Nr. 8. – P. 124-134.
48.	 Bilețchi, N. Specificul național – condiție a universalității. // Zorile Bucovinei. – 1967. – 24 octombrie.
49.	 Bilețchi, N. Studii literare // Limba și lit. mold. – 1967. – Nr. 3. – P. 76-77.  1968
50.	Bilețchi, N. Anton Cehov // Cultura. – 1968. – 19 octombrie
51.	Bilețchi, N. Гражданин и патриот // Вечерний Кишинев. – 1968. – 20 июня.
52.	Bilețchi, N. Constantin Condrea. // Cultura. – 1968. – 30 noiembrie.
53.	Bilețchi, N. Vasile Levițchi.// Cultura. – 1968. – 13 iulie. – P. II.
54.	 Bilețchi, N. Memoria mesajului dramatic. // Zorile Bucovinei. – 1968. – 25 octombrie.
55.	 Bilețchi, N.O monografie valoroasă despre Alecu Russo. // Zorile Bucovinei. – 1968, - 3 martie.
56.	 Bilețchi, N. O nouă ediție a operei lui Gheorghe Asachi // Zorile Bucovinei. – 1968, – 20 august.
57.	Bilețchi, N. Patosul actualității în literatură. // Zorile Bucovinei. – 1968. – 4 iunie.
58.	 Bilețchi, N.Un gen dat uitării. // Moldova. Soc. – 1968. – 12 iunie.
59.	 Bilețchi, N. Farmecul actualității. // Nistru. – 1968. – Nr. 9. – P. 150-152.
60.	 Bilețchi, N. Cetățean al țării poeziei. // Zorile Bucovinei. – 1968. – 2 octombrie.
61.	 Bilețchi, N. Ion C. Ciobanu. // Cultura. – 1968. – 5 mai. – P. 10.
62.	 Bilețchi, N. Ariadna Șalari. // Cultura. – 1968. – 9 martie. – P. 10.  1969
63.	 Bilețchi, N.Vicisitudinile unui destin literar. // Zorile Bucovinei. – 1969. – 21 septembrie.
64.	 Bilețchi, N. Haralambie Corbu // Cultura. – 1969. – 6 septembrie. – P. 10.
65.	 Bilețchi, N.O carte valoroasă. // Zorile Bucovinei. – 1969. – 10 decembrie.
 : 66.	 Bilețchi, N. Ramil Portnoi // Cultura. – 1969. – 26 aprilie.
67.	 Bilețchi, N. Un volum de poezie, // Nistru. – 1969. – Nr. 5. – P. 153-154.  1970
68.	 Bilețchi, N. Bucuria unei întâlniri // Moldova Soc. – 1970. – 26 iunie.
69.	 Bilețchi, N. Vremea lerului. // Zorile Bucovinei. – 1970. – 3 martie.
70.	 Bilețchi, N. Ediția operei lui Ion Neculce. // Cultura. – 1970. – 13 iunie.
71.	 Bilețchi, N. Interpretări critice. // Nistru. – 1970. – Nr. 7. – P. 146-148.
72.	 Bilețchi, N.  Carte valoroasă. // Cultura. – 1970, - 12 septembrie.
73.	 Bilețchi, N.  Căutări și realizări în dramaturgie. // Moldova Soc. – 1970. – 5 septembrie.
74.	 Bilețchi, N. Lenin și problemele teatrului, // Nistru. – 1970. – Nr. 9. – P. 110-115.
75.	 Bilețchi, N.  O destăinuire lirică. // Nistru. – 1970.- Nr. 3. – P. 150-151.
76.	 Bilețchi, N. Талант, возвращенный читателям. // Кодры. – 1970. – №. 7. – С. 146-148.
77.	 Bilețchi, N. Teatrul mic la Chișinău. // Cultura. – 1970. – 11 iulie. – P. 7.
78.	 Bilețchi, N. Teatrul moldovenesc în secolul XIX. // Zorile Bucovinei. – 1970. – 27 noiembrie.
79.	 Bilețchi, N. Tendințe și realizări în drama contemporană. // Zorile Bucovinei. – 1970. – 19 mai.
80.	 Bilețchi, N. Unele probleme ale comediei. // Zorile Bucovinei. - 1970. – 21 iulie.
81.	 Bilețchi, N. Ședință comună a secțiilor de științe sociale ale Academiilor de Științe din Uniunea RSS, RSS Ucraineană, RSS Belorusă și RSS Moldovenească. // Limba și lit. mold. – 1970. – Nr. 1. – P. 71-74.
82.	 Bilețchi, N. Ședință consacrată unui pătrar de veac de la Marea Biruință Asupra fascismului. // Limba și lit. mold. – 1970. – Nr. 3. – P. 75-76.  1971
83.	 Bilețchi, N. Analiza literară a dramei lui Ion Druță „Casa mare”. // Cursuri facultative la școala medie. – Chișinău: Lumina, 1971. – P. 53-62.
84.	 Bilețchi, N. Viziune artistică și atitudine critică. // Cultura. – 1971. – 20 noiembrie.
85.	 Bilețchi, N. Dincolo de ploaie. // Nistru. – 1971. – Nr. 1.- P. 149-151.
86.	 Bilețchi, N. Emisiunile radiofonice pentru copii: (Despre limbă și stil. // Cultivarea limbii. – Chișinău; Cartea Moldovenească, 1971. – Vol. VII. – P. 102-106.
87.	 Билецки, Н. Жаркие дни. // Дет. Литература. – 1971. . № 10ю
88.	 Bilețchi, N. Materialul de viață și configurația speciilor genului. // Nistru. – Nr. 4. – P. 124-136.
89.	 Bilețchi, N. Spațiile cuvântului artistic. // Zorile Bucovinei. – 1971. – 13 octombrie.
90.	 Bilețchi, N.  Teatrul moldovenesc în perioada sovietică. // Zorile Bucovinei. – 1971. – 27 iulie.
91.	 Bilețchi, N. Farmecul expresiei poetice. // Zorile Bucovinei. – 1971. – 16 noiembrie.  1972
92.	 Bilețchi, N. David Vetrov, Constantin Condrea, Haralambie Corbu, Vasile Levițchi, Vera Malev, Mitrofan Oprea, Ramil Portnoi, Vitalie Tulnic, Ion C. Ciobanu, Ariadna Șalari. // Profiluri literare. – Chișinău: Lumina, 1972. – P. 104-107, 263-267, 269-280, 330-333, 399-405, 458-461, 477-481, 542-546, 580-589, 597-601.
93.	 Bilețchi, N. „Patria din mine”. // Nistru. – 1972. – Nr. 6. – P. 141.
94.	 Bilețchi, N. Plenara Uniunii scriitorilor din RSSM. // Limba și lit. mold. – 1972. – Nr. 2. – P. 79-80.
95.	 Bilețchi, N. „Pomii dulci”. // Cultura. – 1972. – 1 iulie. – P. 9.
96.	 Bilețchi, N.  Situațiile dramatice – mijloc de relevare a caracterului. // Eroul contemporan în literatura sovietică moldovenească. . Chișinău: Știința. – 1972. – P. 136-159.
97.	 Bilețchi, N. „Scrieri” de Bogdan Istru. // Cultura. – 1972. – 5 august. – P. 8-9.
98.	 Bilețchi, N.  Suportul dramatic al spicului. // Nistru. – 1972. – Nr. 4. – P. 133-141.
99.	Bilețchi, N. Un volum de lirică letonă. // Tinerimea Moldovei. – 1972. - 31 martie.
100.	Bilețchi, N. Fermitatea și patosul argumentului critic. // Cultura. – 1972. – 19 februarie.  1973
101.	Bilețchi, N. „Amprente”. // Tinerimea Moldovei. – 1973. – 22 august.
102.	Bilețchi, N.  Dramaturgia moldovenească în aprecierea criticii Unionale. //Zorile Bucovinei. – 1973. – 3 ianuarie.
103.	Bilețchi, N. Dramaturgia și teatrul moldovenesc în aprecierea publicului unional. // Limba și Lit. Mold. – 1973. – Nr. 2 – P. 1-8.
104.	Bilețchi, N. … И малому кораблю – большое плавание. // Лит. Газета. – 1973, - 6 июня.
105.	Bilețchi, N. Imaginea liricii în obiectivul criticii. // Nistru. – 1973. – Nr. 4. – P. 134-137.
106.	Bilețchi, N. Lenin și problemele teatrului. // Lenin și unele probleme de limbă și literatură. – Chișinău: Cartea Moldovenească. – 1973. – P. 150-159.
107.	Bilețchi, N. Liniștea cuvintelor. // Moldova Socialistă. – 1973. – 23 ianuarie.
108.	Bilețchi, N. Mesajul inimilor înflăcărate. // Moldova Socialistă. – 1973. – 31 decembrie.
109.	Bilețchi, N.  „Mesajul social al literaturii”. // Moldova Socialistă. – 1973. – 3 martie.
110.	Bilețchi, N. Muzica în opera artistică. // Nistru. – 1973. – Nr. 3. – P. 115-123.
111.	Билецки, Н. На основе фактов. // Лит. Обозрение. – 1973. – № 6. – С. 81.
112.	Bilețchi, N. O viziune critică asupra imaginii poetice. // Zorile Bucovinei. – 1973. – 6 februarie.
113.	Bilețchi, N. Personajul dramaturgiei moldovenești: Caracteristici și delimitări. // Zorile Bucovinei. – 1973. – 31 august.
114.	Bilețchi, N. Semnificațiile unei retrospecții. // Cultura. – 1973. – 16 iunie. – P. 8.
115.	Bilețchi, N. Unele probleme ale dramaturgiei din 1972. // Cultura. – 1973. – 24 martie. – P. 9; Nistru. – 1973. – Nr. 8. – P. 133-138.
116.	Bilețchi, N. Întemeietorul dramaturgiei ruse. // Moldova Socialistă. – 1973. – 12 aprilie.  1974
117.	Bilețchi, N.  Valori etice în dramaturgia sovietică moldovenească. // Marele Octombrie și literatura moldovenească. – Chișinău. – Știința. – 1974. – P. 159-174.
118.	Bilețchi, N. Valori etice în dramaturgia socialistă moldovenească. // Nistru. – 1974. – Nr. 3. – P. 114-123.
119.	Bilețchi, N. Dramaturgia sovietică moldovenească – probleme și perspective. // Cultura. – 1974. – 20 aprilie.
120.	Bilețchi, N. Zi de sărbătoare. // Cultura, - 1974. – 29 iunie. – P. 12.
121.	Bilețchi, N. Conferința științifică unională „Căutări artistice ale literaturii sovietice multinaționale contemporane. / Limba și lit. mold. – 1974. – Nr. 3. – P. 78-80.
122.	Bilețchi, N. O monografie despre luceafărul literaturii moldovenești. // Zorile Bucovinei. – 1974. – 22 mai.
123.	Bilețchi, N. Pecetea timpului. // Cultura. – 1974. – 29 iunie. – P. 12.
124.	Bilețchi, N.  Filologia sovietică moldovenească. // Limba și lit. mold. – 1974. – Nr. 4. – P. 72-74.
125.	Bilețchi, N. În pas cu viața. // Cultura. – 1974. - 7 septembrie. – P. 10.
126.	Bilețchi, N. În circuitul unional de valori. // Marele Octombrie și literatura moldovenească. – Chișinău: Știința. – 1974. – P. 202-210.  1975
127.	Билецки, Н. В защиту научной критики. // Кодры. - № 9. – С. 148-152.
128.	Bilețchi, N.  Elogiu pământului Patriei. // Cultura. – 1975. – 5 aprilie. – P. 8.
129.	Bilețchi, N. Cântăreți ai primelor cincinale. // Limba și lit. mold. – 1975. – Nr. 2. – P. 74-76.
130.	Bilețchi, N. Nuvela contemporană: confruntări și aprecieri. // Nistru. – 1975. – Nr. 8. – P. 108-115.
131.	Bilețchi, N.  C. Popovici. Eminescu. // Радянське литературознавство. – 1975. - № 6. – С. 83.85.
132.	Bilețchi, N.  Unele probleme ale criticii teatrale. // Moldova Socialistă. – 1975. – 20 noiembrie.
133.	Bilețchi, N. Și plaiul de tine amintindu-și, te ba bisa ca pe un fiu... . // Moldova Socialistă. – 1975. – 13 mai.  1976
134.	Билецки, Н.  Движение жизни – движение характера: Заметки о герое современной молдавской прозы. // Литературная газета. - 1976. – 15 сентября. – С. 2.
135.	Bilețchi, N.Cântec pentru Moldova. // Moldova Socialistă. – 1976. – 14 ianuarie.
136.	Билецки, Н.  Молдавская драматургия: проблемы и перспективы. // Кодры. – 1976. - № 2. – С. 136-142.
137.	Билецки, Н.  Общее и особенное в современном молдавском рассказе. // Художественные искания современной советской многонациональной литературы. // Кишинев: Штиинца. – 1976. – С. 269-278.
138.	Билецки, Н. Оповідання: Шукання и знахiдки. // Вiтчизна. – 1976. - № 4. – С. 138-145.
139.	Bilețchi, N. Pasiune științifică și atitudine civică. // Tinerimea Moldovei. – 1976. – 15 septembrie.
140.	Bilețchi, N. Poezia împlinirilor. // Zorile Bucovinei. – 1976. – 28 martie.
141.	Bilețchi, N.  Semnificațiile regăsirii umane. // Zorile Bucovinei. – 1976. – 1 februarie.
142.	Bilețchi, N. Spiritul național și patosul internaționalist al romanului sovietic moldovenesc. // Nistru. – 1976. – Nr. 4. – P. 140-142.
143.	Bilețchi, N. Tendințe înnoitoare ale dramaturgiei. // Cultura. – 1976. – 13 martie. – P. 10-11.  1977
144.	Bilețchi, N. Dramaturgia și actualitatea. // Zorile Bucovine. – 1977. – 11 martie.
145.	Bilețchi, N. Cronografia moldovenească într-o nouă viziune. // Nistru. – 1977. – Nr. 12. – P. 122-127.
146.	Билецки, Н.  Найти образ времени. // Литературная газета. – 1977. – 11 мая. . С. 4.
147.	БилецкиБ Н.  Научно-техническая революция и литература. // Кодры. – 1977. - № 8. – С. 138-149.
148.	Bilețchi, N. Probleme actuale ale criticii teatrale. // Cultura. – 1977. – 15 ianuarie. – P. 12.
149.	Bilețchi, N. realități tehnico-științifice și realizări artistice. // Limba și lit. mold. – 1977. – Nr. – 3. – P. 32-38.
150.	Bilețchi, N. Revoluția tehnico-științifică și literatura. // Nistru. – 1977. – Nr. – 8. – P. 126-140.
151.	Билецки, Н. Сила художественного слова. // Советская Молдавия. – 1977. – 27 октября.
152.	Bilețchi, N. Ultima frunză. // Lit. și arta. – 1977. – 16 iunie. – P. 5-6.
153.	Bilețchi, N. Într-o nouă fază a căutărilor. // Moldova Socialistă. – 1977. – 9 ianuarie.  1978
154.	Bilețchi, N. Aspecte ale prozei din anii treizeci. // Limba și Lit. Mold. – 1978. – Nr. – 2. – P. 3-10.
155.	Bilețchi, N. Vigoarea gestului dramatic. // Lit. si arta. – 1978. – 31 august. – P. 4.
156.	Bilețchi, N. Dramaturgia lui L. Corneanu. // Corneanu L. Izvorul frăției: piese. – Chișinău: Literatura artistică. – 1978. – P. 3-8.
157.	Bilețchi, N. Dramaturgia moldovenească: probleme și valori etice. // Literatura și arta. – 1978. – 23 martie. – P. 4.
158.	Bilețchi, N. Evoluția personalității și destinul epicului în nuvelistica anilor treizeci. // Nistru. – 1978. – Nr. 4. – P. 129-139.
159.	Билецки, Н. «Ещё одно благодаренье хлебу» // Кодры. – 1978. - № 12. – С. – 77-81.
160.	Bilețchi, N. Henri Ibsen. // Lit. și arta. – 1978. – 16 martie. – P. 5.
161.	Bilețchi, N. Constituirea epicului de tip nou. // Zorile Bucovinei. – 1978. – 12, 14 aprilie.
162.	Bilețchi, N. Mesaj profund uman. // Tinerimea Moldovei. – 1978. – 6 septembrie.
163.	Bilețchi, N. Motiv etern de meditații și emoții. // Literatura și arta. – 1978. – 7 noiembrie – P. 5.
164.	Билецки, Н. Музыка в литературном произведении. // Критическая мастерская. – Chișinău: Literatura artistică. – 1978. – P. 120-135.
165.	Bilețchi, N. O realizare de prestigiu. // Zorile Bucovinei. – 1978. – 21 octombrie.
166.	Bilețchi, N. Mitrofan Oprea. // Oprea M. Povestiri și povești. – Chișinău: Literatura artistică. – 1978. – P. 3-9.
167.	Билецки, Н.  Право на открытие. // Литературная газета. – 1978. – 19 апреля. – С. 4.
168.	Bilețchi, N. Proza lui Vladimir Beșleagă // Viața Satului. – 1978. – 28 septembrie.
169.	Билецки, Н.  Пьесы «Касса маре» и «Птицы нашей молодости» // Кодры. – 1978. - № 9. – С. 139.142.
170.	Bilețchi, N. Pâinea – motiv etern, de meditații și emoții. // Lit. și arta. – 1978. – 7 noiembrie. – P. 5.
171.	Bilețchi, N. Titanul de la Iasnaia Poleana. // Viața satului. – 1978. – 9 septembrie.  1979
172.	Bilețchi, N. Al muzei slujitor înflăcărat. // Moldova Socialistă. – 1979. – 4 ianuarie.
173.	Билецки, Н.  В неустанном поиске. // Вечерний Кишинев. - 1979. - 6 июля.
174.	Билецки, Н.  Всегда в поиске. // Кодры. – 1979. - № 7. – С. 149-152.
175.	Bilețchi, N. Dramaturgia moldovenească: probleme și perspective. // Critica și procesul literar contemporan. – Chișinău: Literatura artistică, 1979. – P. 160-180.
176.	Билецки, Н.  Корни и крона. //  Литературная газета. - 1979. – 5 сентября. – С. 4-5.
177.	Bilețchi, N. Cuvânt înainte- // Mospan C. Eu n-am uitat de voi școlari. – Chișinău: - Literatura artistică. – 1979. – P. 3-5.
178.	Bilețchi, N. Curajul nu înseamnă rea credință. // Lit. și arta. – 1979. – 25 ianuarie. – P. 3. – Răspuns la recenzia lui Gh. Mazilu.
179.	Bilețchi, N. O realizare de largă respirație. // Moldova. – 1979. – Nr. 10. – P.
180.	Bilețchi, N. Omul cu nume demn și înalt. // Moldova socialistă. – 1979. – 7 octombrie.
181.	Bilețchi, N. Pagini strălucite din letopisețul Patriei. // Zorile Bucovinei. – 1979. – 30 decembrie.
182.	Bilețchi, N. Premisele și semnificațiile „Descătușării”. // Lavreniov B. Descătușarea: Piesă. – Chișinău: Literatura artistică. – 1979. – P. 3-10.
183.	Bilețchi, N.  Proza: Probleme și perspective. // Nistru. – 1979. – Nr. 12. – P. 128-135.
184.	Bilețchi, N. Realizare prestigioasă a lingvisticii noastre. // Moldova Socialistă. – 1979. – 5 august.
185.	Bilețchi, N. Semnificația unui dialog. // Viața satului. – 1979. – 4 ianuarie.
186.	Bilețchi, N. Un cercetător pasionat al cronografiei. // Lit. și arta. – 1979. – 7 iunie. – P. 5.
187.	Bilețchi, N. Cercetător fructuos al procesului literar moldovenesc, // Viața satului. – 1979, - 7 iulie.
188.	Билецки, Н.  Эволюция в молдавском рассказе тридцатых годов. // Кодры. – 1979. - № 1. – С. 123-133.
189.	Билецки, Н. Эпоха просит слова. // Кодры. – 1979. - № 12. – С. 114-126.  1980
190.	Bilețchi, N. Apreciator fin al valorilor literare. // Literatura și arta. – 1980. - 14 februarie. – P. 4.
191.	Билецки, Н.  «Видеть действительность глазами жанра». // Кодры. – 1980. - № 11. – С. 124-137; № 12. – С. 129-136.
192.	Bilețchi, N. „Vii la el, la plugar...”. // Zorile Bucovinei. – 1980. – 18 octombrie.
193.	Bilețchi, N. Viața trebuie trăită cu rost. // Zorile Bucovinei. – 1980. – 21 mai.
194.	Bilețchi, N. Mărturii de luminoasă înrâurire. // Moldova. – 1980. – Nr. 3. – P. 14.
195.	Bilețchi, N. O operă de anticipație. // Cehov A. Ivanov. – Chișinău: Literatura artistică. – 1980. – P. 3-9.
196.	Bilețchi, N.  Ostrovskii – precursorul și condrumețul nostru. // Ostrovskii A. Corb la corb nu scoate ochii. Inimă fierbinte...: Piese. – Chișinău: Literatura artistică, 1980. – P. 5-10.
197.	Bilețchi, N. Pe magistrala creației; Dialog E. Russev – N. Bilețchi. // Moldova Socialistă. – 1980. – 6 ianuarie.
198.	Bilețchi, N. Pledoarie pentru solidaritate umană. // Literatura si arta. – 1980. – 13 noiembrie. – P. 5.
199.	Bilețchi, N. Proza:  Probleme și perspective. // Literatura și arta. – 1980. – 27 martie.
200.	Bilețchi, N. Semnificația unei dăruiri. // Moldova. – 1980. – Nr. 6. – p. 12.
201.	Bilețchi, N. Un roman interesant despre adolescenți. // Viața satului. – 1980. – 3 iunie.
202.	Bilețchi, N. În contextul timpului. // Șalari A. Oameni și destine. – Chișinău: Literatura artistică, 1980. – P. 3-9.
203.	Билецки, Н.  Яркая страница героической летописи. // Кодры. – 1980. - № 5. – С. – 42.45.  1981
204.	Билецки, Н.  Акселерат: его тревоги и проблемы. // Юность. – 1981. - № 7. – С. 87.
205.	Bilețchi, N. „Vin la el, la plugar...” // Moldova. – 1981. – Nr. 3. – P. 15-16.
206.	Bilețchi, N. Din creația cititorilor noștri. // Știința. – 1981- - 13 februarie.
207.	Bilețchi, N. Mesaj și măiestrie. // Zorile Bucovinei. – 1981. – 4. – 19 aprilie.
208.	Bilețchi, N. Pe calea intuirii structurii romanești. // Nistru. – 1981. Nr. 12.. – P. 122-133.
209.	Билецки, Н. Понять, познать, выпазить. // Литературная газета. – 1981. – 8 апреля. – С. 4.  210.	Bilețchi, N. Pâinea – motiv etern de meditații și emoții. // Pe calea trasată de partid. – Chișinău: Literatura artistică, 1981. – P. 150-162.
211.	Bilețchi, N.  Realism dublat de patos romantic. // Marinat A. Fata cu harțag. – Chișinău: Literatura artistică, 1981. – P. 5-12.  1982
212.	Bilețchi, N. Integritatea organică – un imperativ al romanului // Lima și lit. mold. – 1982- Nr. 3. – P. 3-10.
213.	Билецки, Н. Научно-техническая революция и литература. // Пути художественных исканий современной советской литературы. . Кишинев: Штиинца. – 1982. – С. 64-75.
214.	Bilețchi, N.  O treaptă modestă, dar nobilă. // Lit. și arta. – 1982. – 28 ianuarie. – P. 5.  215.	Bilețchi, N. Punct de pornire în lumea scrierilor: Interviu realizat de N. Bilețchi cu scriitorul S. Lesnea. // Lit. și arta. – 1982. – 29 iulie. 216.	Bilețchi, N. Revoluția tehnico-științifică și literatura. // Literatura și contemporaneitatea. – Chișinău: Știința. - 1982. – P. 87-115.
217.	Билецки, Н.  Роль факта в романе. // Кодры. . 1982. - № 10. - С. 144.150.
218.	Билецки, Н.  Роман о подростках. // Детская литература. – 1982. - № 1. – С. 46.47.
219.	Bilețchi, N. În pas cu viața. // Sub cerul Moldovei: Piese. – Chișinău: Literatura artistică. – 1982. – P. 5-20.  1983
220.	Bilețchi, N. Mesaj și măiestrie. // Literatura și arta. – 1983. – 29 septembrie.
221.	Bilețchi, N. O sinteză critică asupra operei eminesciene. / Lit. și arta. – 1983. – 7 iulie. – P. 7.
222.	Bilețchi, N. Pe calea maturizării. // Nistru. – 1983. – Nr. 10. – P. 120-130.
223.	Bilețchi, N. Semnificația unei introspecții. // Kuiumgu V. Pe drum de întoarcere. – Chișinău: Literatura artistică. – 1983. – P. 3-5.
224.	Bilețchi, N. Un început de bun augur, // Babanski V. Cântecul păsării măiestre. – Chișinău: Literatura artistică, 1983. – P. 3-4.
225.	Bilețchi, N. În contextul timpului. // Pagini de critică literară. – Chișinău: Literatura artistică. – 1983. – P. 120-127.  1984
226.	Bilețchi, N. De la cronicari cetire. // Gherman V. Cultura limbii materne. – Chișinău: Cartea moldovenească. – 1984. – P. 160-177.
227.	Bilețchi, N. „Penița nu ’ndrăznește să uit ce-i trăit”. // Lit. și arta. – 1984. – 28 iunie. – P. 5.
228.	БилецкиБ Н. Средствами публицистики. // Советская Молдавия. – 1984. – 12 мая.
229.	Bilețchi, N. Surprize firești. // Lit. și arta. – 1984. – 24 mai.  1985
230.	Bilețchi, N. Aspirațiile prezentului și experiența trecutului. // Zorile Bucovinei. – 1985. – 24 iunie.
231.	Билецки, Н.  К новому эпическому синтезу. // Кодры. – 1985. - № 4. – С. 135-152.
232.	Bilețchi, N. Casa. // Literatura și arta. – 1985. – 14 martie. – P. 7.
233.	Bilețchi, N. Literatura și muzica. // Актуальные вопросы филологии. – Probleme actuale de filologie. – Chișinău: Știința. – 1985. – P. 242-252.
234.	Bilețchi, N. Simion Mospan, 1916-1945. // Mospan S., Nencev T., Robot A. N-am dovedit să scriu ... – Chișinău: Literatura artistică. – 1985. – P. 7-8.
235.	Bilețchi, N. Moștenirea literară și actualitatea. // Moldova socialistă. – 1985. – 4 august. – Știința. – 1985. – 15 august.
236.	Bilețchi, N. Prozator și dramaturg. // Tinerimea Moldovei. – 1985. – 20 februarie.
237.	Билецки, Н.  Роман – открытая структура. // Кодры, - 1985. - № 1. – С. 137-152; № 2. – С. 127-142; № 3. – С. 118.130.
238.	Bilețchi, N. Savant cu renume. // Chișinău. Gazeta de seară. – 1985. – 30 decembrie.
239.	Bilețchi, N. Suportul publicistic al prozei. // Zorile Bucovinei. – 1985. – 8, 9 februarie.
240.	Bilețchi, N. Samson Șleahu – septuagenar. // Nistru. – 1985. – Nr. 7. – P. 156-160.
241.	Bilețchi, N. În căutarea de noi armonii și sinteze. // Lit. și arta– 1985.- 8 august. – P. 5.
242.	Bilețchi, N. În căutarea formulei fericirii. // Zorile Bucovinei. – 1985. – 30 octombrie.  1986
243.	Bilețchi, N. Ancheta revistei „Nistru”. În ajunul Congresului 7 al scriitorilor din Moldova. // Nistru. – 1986. – Nr. 5. – P. 4-6.
244.	Билецки, Н.  С поправкой на НТР // Литературная газета. – 1986. – 30 апреля. – С. 5.  1987
245.	Билецки, Н. Дом: Эссу. // 1987. № 7. – С. 134-138.
246.	Bilețchi, N. La vârsta împlinirilor: Cuvânt despre un coleg. // Lit. și arta. – 1987. – 12 februarie. – P. 5.
247.	Bilețchi, N. O treaptă modestă, dar nobilă. // Lit. și arta. – 1987.- 29 ianuarie. – P. 4.
248.	Bilețchi, N. Romanul în căutarea de noi sinteze. // Căutări artistice ale literaturii moldovenești din anii 70-80. – Chișinău: Știința. – 1987. – P. 103-114.  1988
249.	Bilețchi, N. Critica literară și restructurarea. // Zorile Bucovinei. – 1988. – 30 iunie, 1 iulie.
250.	Bilețchi, N.  Povara dulce a sufletului. // Viața satului. – 1988. – 22 octombrie.
251.	Bilețchi, N. Probleme de ecologie a spiritului în creația lui Ion Druță. // Zorile Bucovinei. – 1988. – 7, 9 septembrie.
252.	Bilețchi, N. Problemele de ecologie ale spiritului. // Știința. – 1988. – 1 octombrie.
253.	Bilețchi, N. Proza lui Aureliu Busuioc. // Zorile Bucovinei. – 1988. – 28 octombrie.
254.	Bilețchi, N. Spre o viziune de sinteză. // Dolgan M. Poezia: adevăr artistic și angajare socială. – Chișinău: Literatura artistică. – 1988. – P. 307-314.
255.	Bilețchi, N. În contextul timpului: Către aniversarea a 60-ea a nașterii lui Ion Druță. // Moldova Socialistă. – 1988. – 25 august.  1989
256.	Bilețchi, N. Angajare plenară. // Zorile Bucovinei. – 1989. – 20 iunie.
257.	Bilețchi, N. Vocație și dăruire. // Moldova Socialistă. – 1989. – 31 mai.
258.	Bilețchi, N. Dramaturgia. // Istoria literaturii moldovenești. – În trei volume. – Chișinău. – 1989. – Vol. 3. – P. 96-104; 213-216; 316-327.
259.	Bilețchi, N. Economie literară. // Moldova. – 1989. – Nr. 7. – P. 22-23.
260.	Bilețchi, N. Condiția optimă a unui critic. M. Dolgan la 50 de ani. // Moldova Socialistă. – 1989. – 4 februarie.
261.	Bilețchi, N. Limba și stilul revistei „Nistru”. // Cultura limbii. – Chișinău: Cartea Moldovenească. – 1989. – P. 42-50.
262.	Bilețchi, N. Literatura în contextul restructurării. // Zorile Bucovinei. – 1989. – 2 aprilie.
263.	Bilețchi, N. Mereu prezent în actualitate. // Cibotaru, M. Troiene. Scrieri alese în proză. – Chișinău: Literatura artistică. - 1989. – P. 3-14.
264.	Bilețchi, N. Motivul mamei: tradiție și inovație. // Zorile Bucovinei. – 1989. – 5 septembrie.
265.	Bilețchi, N. Pledoarie pentru frumos. // Moldova Socialistă. – 1989. – 31 mai.
266.	Bilețchi, N. Probleme de ecologie a spiritului în creația lui Ion Druță. // Limba și lit. mold. – 1989. – Nr. – 1. – P. 3-8.
267.	Bilețchi, N. Proza. // Istoria literaturii moldovenești. – În trei volume. – Chișinău: Știința, 1989. – Vol. 3. – P. 77-96.
268.	Bilețchi, N. Sârguință și vocație. // Știința. – 1989. – 14 februarie.
269.	Bilețchi, N. Să revenim la valorile autentice. // Zorile Bucovinei. – 1989. – 17 mai.
270.	Bilețchi, N. Samson Șleahu. // Istoria literaturii moldovenești. – În trei vol. – Chișinău: Știința. – 1989. – Vol. 3. – P. 409-415.
271.	Bilețchi, N. În contextul timpului. // Șalari, A. Oameni și destine. – Chișinău: Literatura artistică. – 1989. – P. 5-15.  1990
272.	Bilețchi, N. Vladimir Beșleagă. // Dolgan, M., Badiu, V. Creația scriitorilor moldoveni în școală. – Chișinău: Lumina, 1990. – P. 61-93.
273.	Bilețchi, N. Vladimir Beșleagă: Linii de contur la un profil literar. // Zorile Bucovinei. – 1990. – 20, 23 martie.
274.	Bilețchi, N. Vladimir Beșleagă – prozatorul. // Nistru. – 1990. – Nr. 5. – P. 159-167.
275.	Bilețchi, N. Cercetător cu renume: H. Corbu la 60 de ani. // Moldova Socialistă. – 1990. – 15 februarie.
276.	Bilețchi, N. Cu sufletul spre oameni. // Moldova Socialistă. – 1990. – 29 mai.
277.	Bilețchi, N. Ion Druță: Probleme de ecologie a spiritului. // Aspecte ale creației lui Ion Druță. // Alc.: Dolgan, M., Corbu, H. – Chișinău: Știința, 1990. – P. 50-58.
278.	Bilețchi, N. Cu gândul la ziar. Cu inima spre cititor. // Zorile Bucovinei. – 1990. – 13 octombrie.
279.	Bilețchi, N. Simion S. Cibotaru: (60 de ani din ziua nașterii). // Revistă de lingvistică și șt. literară. – 1990. – Nr. 1. – P. 101-104.
280.	Bilețchi, N. În pas cu timpul: Postfață. // Damian, L. Dialoguri la marginea orașului. – Chișinău: Lumina, 1990. – P. 208-210.  1991
281.	Bilețchi, N. Vladimir Beșleagă la 60 de ani. // Transnistria. – 1991. – Nr. 17 (iulie).
282.	Bilețchi, N. „Creația populară basarabeană este încă viguroasă și extrem de interesantă”: Dialog. // Revistă de lingvistică și șt. lit. – 1991. – Nr. 2. – P. 81-87.  1992
283.	Bilețchi, N. Sava Pânzaru: la 60 de ani. // Revistă de lingvistică și șt. lit. – 1992. – Nr. 5. – P. 96-97.  1993
284.	Bilețchi, N. Socialul în literatură: avataruri și adevăruri. // Revistă de lingvistică și șt. lit. – 1993. – Nr. 4. – P. 76-83. – Nr. 5. – P. 74-82.  1994
285.	Bilețchi, N. Invitație la meditație. // Lit. și arta– 1994. – 24 februarie. – P. 4.
286.	Bilețchi, N. Să respectăm adevărul științific. // Lit. și arta– 1994. – 25 august. – P. 2.  1995
287.	Bilețchi, N. Consiliul științific lărgit „Simion Cibotaru – 65 de ani de la naștere”. // Revistă de lingvistică și șt. lit. – 1995. – Nr. 1. – P. 133-134.
288.	Bilețchi, N. Timpul și spațiul în viziunea artistică a lui I. Druță. // Revistă de lingvistică și șt. lit. – 1995. – Nr. 3. – P. 98-108; Nr4. – P. 16-24.  1996
289.	Bilețchi, N.  Adevărul e unul – cel științific. / Luceafărul. – 1996. – 23 februarie.  1997
290.	Bilețchi, N. O lucrare de Prestigiu. // Lit. și arta– 1997. - 8 mai.
291.	Bilețchi, N. Pe firul amintirii. // Moldova literară. – 1997. – 30 iulie.
292.	Bilețchi, N. De unde vine Ion Druță? // Lit. și arta– 1997. – 23 octombrie.  1998
293.	Bilețchi, N. Socialul în literatură: Avataruri și adevăruri. / Literatura română postbelică: Integrări. Valorificări. Reconsiderări. – Chișinău: Firma editorial-poligrafică „Tipografia Centrală”. – 1998. – P. 49-64.
294.	Bilețchi, N. Opera lui Ion Druță în contextul curentelor artistice ale timpului. // Literatura română postbelică: Integrări. Valorificări. Reconsiderări. – Chișinău: Firma editorial-poligrafică „Tipografia Centrală”. – 1998. – P. 281-302.
295.	Bilețchi, N. Vladimir Beșleagă: Roman de sondaj psihologic al timpului interior. // Literatura română postbelică: Integrări. Valorificări. Reconsiderări. – Chișinău: Firma editorial-poligrafică „Tipografia Centrală”. – 1998. – P. 491-503.
296.	Bilețchi, N. Scriitorul și curentul literar. / // Revistă de lingvistică și șt. lit. – 1998. – nr. 1. – P.
297.	Bilețchi, N. La vârsta împlinirilor. // Lit. și arta. – 1998. – 5 noiembrie. - P. 4.
298.	Bilețchi, N. Știința între dileme și perspective. // Gavrilov, A. Lit. și arta. – 1998. – 19 februarie
299.	Bilețchi, N.  Anchetatori V. Comarnițchi, V. Melnic, V. Pavel ș.a. // Atlasul lingvistic român pe regiuni: Basarabia. Nordul Bucovinei. Transnistria. Vol. 2. – Chișinău: Tipografia Centrală. – 1998.- P. 2.  1999
300.	Bilețchi, N. Pasiune și dăruire. // Lit. și arta. – 1995. – 5 februarie. – P. 4.
301.	Bilețchi, N. Patosul împlinirilor. // Zorile Bucovinei. – 1999. – 29 mai.  2000
302.	Bilețchi, N. Votez pentru dl Mihail Dolgan. // Lit. și arta. – 2000. – 4 mai.
303.	Bilețchi, N. Mircea Lutic la ora împlinirilor. // Septentrion literar. – 2000. – Nr. 1-2. – ianuarie-februarie. P.
304.	Bilețchi, N. Un studiu consacrat redescoperirii valorilor. // Lit. și arta. – 2000. – 7 septembrie. – P. 5.
305.	Bilețchi, N. Programa analitică „Literatura română contemporană”. // Editor Universitatea Pedagogică de Stat „Ion Creangă”. – Chișinău. – 2000.
306.	Bilețchi, N.Bucovina l-a lansat, Chișinăul l-a „captat”. // Moldova Suverană. – 2000. – 26 iunie. – P. 3 – Despre Mihai Patraș.
307.	Bilețchi, N. Programa analitică a cursului special „Evoluția și căutările artistice ale romanului”. // Editor: Universitatea Pedagogică de Stat „Ion Creanga”. – Chișinău. – 2000.  2001
308.	Bilețchi, N. Literatura din Bucovina: probleme ale integrării. // Limba Română. – 2001. – Nr. 1-3. – P. – 149-150.
309.	Bilețchi, N. resurecția unui model demodat. // Metaliteratura: Analele Facultății de Filologie a Universității Pedagogice de Stat „Ion Creangă”. – Chișinău. – 2001. – Vol. 1. – P. 55-60.
310.	Bilețchi, N. Dramaturgia lui Ion Druță între compoziție articulată și relativitate compozițională. // Metaliteratura: Analele Facultății de Filologie a Universității de Stat „Ion Creangă”. – Chișinău. – 2001. – Vol. 2. – P. 93-106.
311.	Bilețchi,  Concepție și compoziție în opera lui Ion Druță (I). // Revistă de lingvistică și șt. lit. – 1999. – Nr. 1-3. – p. 19-31; 1999. – Nr. 4-6. – 2000. – Nr. 1-6; - 2001. – Nr. 1-6. – P. 142-150.
312.	Bilețchi, N. Nuvelistica lui Ion Druță: viziune unitară și coerență compozițională (I). // Septentrion literar. – 2001. – ianuarie-februarie.
313.	Bilețchi, N. Poetica poeziei lui Ion Druță: concepție și compoziție. // Metaliteratura. Analele Facultății de Filologie a Universității Pedagogice de Stat „Ion Creangă”. – Chișinău. – 2001. – Vol.3. – P. 53-69.  2002
314.	Bilețchi, N. Proza basarabeană și modelele ei. // Metaliteratura. Analele Facultății de Filologie a Universității Pedagogice de Stat „Ion Creangă”. – Chișinău. – 2002. – Vol. 5. – P. 103-107.
315.	Bilețchi, N. Un studiu de sinteză. // Viața Basarabiei. – 2002. – Nr. 2. – P. 161-162.
316.	Bilețchi, N. Receptarea fenomenului literar basarabean de către cititorul român din dreapta Prutului. // Identitatea limbii și literaturii române în perspectiva globalizării. – Iași: Edit. Trintas. – 2002. – P. 369-378.
317.	Bilețchi, N. Argument pentru simpozion. // Revistă de lingvistică și șt. lit. – 1999. – Nr. 4-6; - 2000. – Nr. 1-6; - 2001. – Nr. 1-6. – P. 172-190.  2003
318.	Bilețchi, N. Nuvelistica lui Ion Druță: viziune unitară și coerentă compozițională (II). // „Septentrion literar”. – 2003. – august-septembrie.
319.	Bilețchi, N. Bilanțuri creatoare la vârsta împlinirilor. // Literatura și arta. – 2003. – 20 februarie. – Despre Anatol Gavrilov.
320.	Bilețchi, N. Un dicționar de prestigiu. // Arcașul. – 2003. – Nr. 2. – februarie.  321.	Bilețchi, N. Scriitorul și curentul literar. // Orientări artistice și stilistice în literatura contemporană. – Chișinău. – 2003. – P. 10-16.
322.	Bilețchi, N. Concepție și compoziție în nuvelistica lui Ion Druță. // Orientări artistice și stilistice în literatura contemporană. – Chișinău. – 2003. – Vol. 2. – P. 32-52.
323.	Bilețchi, N. Literatura română din Nordul Bucovinei și din Basarabia: două biografii paralele (Vasile Levițchi și Ion Druță). // Limba și literatura română în spațiul etno-cultural dacoromânesc și în diasporă. – Iași. – 2003. – P. 307-313.  2004
324.	Bilețchi, N. Savant și pedagog cu renume. // Literatura și arta. – 2004. – 3 iunie. – P. 7.
325.	Bilețchi, N. Poezia lui Vasile Levițchi între necesitatea afirmării și imperativul sincronizării. // Metaliteratura. Analele Facultății de Filologie a Universității Pedagogice de Stat „Ion Creangă”. – Chișinău. – 2004. – Vol. 10. – P. 51-62.
326.	Bilețchi, N. Mihail Gheorghe Cibotaru. // Viața Basarabiei. – 2004. – Nr. – 2. – P. 187-202.
327.	Bilețchi, N. Vasile Levițchi. // Septentrion literar. Revista scriitorilor români din Cernăuți. – 2004. – Nr. 4. I (I); Nr. 2-3 (II); Nr. 4-5 (III).
328.	Bilețchi, N. Atlasul lingvistic pe regiuni. Basarabia, Nordul Bucovinei, Transnistria, vol. IV. // Chișinău: Firma Editorial-Poligrafică „Tipografia Centrală”. – 2003.
329.	Bilețchi, N. Literatura română din Basarabia pe calea integrării europene; impasuri și perspective. // Spațiul lingvistic și literar românesc în perspectiva integrării europene. – Iași. Edit. „Trintas”, 2004. – P. 375-382.  2005
330.	Bilețchi, N. „Bucovina e o istorie vie…” / Dialog: Nicolae Bilețchi – acad. Nicolae Corlăteanu. // Limba Română. – 2005. – Nr. 4. – P. 60-64.
331.	Bilețchi, N. Mircea Lutic, un veritabil homo erudiționis / N. Bilețchi. // Glasul Bucovinei, Cernăuți. – București. – 2005. Nr. 4. – P. 35-43.
332.	Bilețchi, N. Alexei marinat. // Metaliteratura. Revistă științifică a Institutului de Literatură și Folclor al A.Ș.M. și a Facultății de Filologie a Universității Pedagogice de Stat „Ion Creangă”, vol. 12. – Chișinău. – 2005.- P.  2006
333.	Bilețchi, N. Nicolai Costenco între demonul creației și teroarea istoriei. // Conferința științifică internațională „Învățământul superior și cercetarea – piloni ai societății bazate pe cunoaștere”. – Chișinău. – 28 septembrie 2006. Științe socioumane. Vol. I. Rezumatele comunicărilor. – Chișinău. – 2006. – P. 24-225.
334.	Bilețchi, N. Romanul basarabean între imperativele afirmării și restricțiile integrării (I). // Metaliteratura. Revistă științifică a Institutului de Filologie al A.Ș.M. și a Facultății de Filologie a Universității Pedagogice de Stat „Ion Creangă”. – 2006. – Nr. 1 (13), (serie nouă). – P.
335.	Bilețchi, N. Romanul basarabean între imperativele afirmării și restricțiile  integrării (II). // Metaliteratura. Revistă științifică a Institutului de Filologie al A.Ș.M. și a Facultății de Filologie a Universității Pedagogice de Stat „Ion Creangă”. – 2006. – Nr. 2 (14). – P.
336.	Bilețchi, N. Nicolai Costenco (1913-1993). // Glasul Bucovinei. Revistă a Institutului Cultural Român. – Cernăuți-București. – 2006. – Nr. 4. – P- 22-44.  2007
337.	Bilețchi, N. Prefață. // Bejenaru I. Întâlnire cu Mihai. – Timișoara. – 2007. – P.
338.	Bilețchi, N. Vitalie Tulnic. // Septentrion literar. – 2007. – Cernăuți-București. – Nr. 1-2. - P.
339.	Bilețchi, N. Prilej de amintiri pioase și reconsiderări serioase: (80 de ani de la nașterea lui I. C.Ciobanu). // Revistă de lingvistică și șt. lit. – 2007. – Nr. 5-6. – P. 15-21.
340.	Bilețchi, N. Timofei Roșca. Structuri lirice în poezia anilor ’60. Recenzie. // Revistă de lingvistică și șt. lit. – 2007. – Nr. 5-6. – P. 133-134.  2008-2009
341.	Bilețchi, N. Poezia Limba moldovenească de Nicolai Costenco analizată din perspectivă hermeneutică. // Revistă de lingvistică și șt. lit.- 2008. – Nr. 3-4. – P. 24-28.
342.	Bilețchi, N. Vasile Levițchi. // Vasile Levițchi în amintirile contemporanilor. – Iași. – 2009. – P. 250-274.
343.	Bilețchi, N. Poezia „Limba moldovenească” de Nicolai Costenco analizată din perspectivă hermeneutică. // Filologia modernă: realizări și perspective în context european (ediția a II-a). Semiotica și hermeneutica textului. – Chișinău. – 2009. – P. – 30-34.
344.	Bilețchi, N. Constantin Loghin. // Revistă de lingvistică și șt. lit. – 2009. – Nr. 1-2. – P. 3-7.
345.	Bilețchi, N. Lidia Istrari: Odiseea și osânda căutării de sine. // Revistă de lingvistică și șt. lit. – 2009. – Nr. 3. – P. 9-18.
346.	Bilețchi, N. Casa (eseu).// Revistă de lingvistică și șt. lit. – 2009. – Nr. – 5-6. – P. 98-109.  2010
347.	Bilețchi, N. Mircea Streinul între ostracizare și reconsiderare. // Philologia. – 2010. – Nr. 5-6. – P. 4-18.  2011
348.	Bilețchi, N. Car frumos cu patru boi” sau Tradiție și inovație între farmecul modelului și pericolul demodării. // Philologia. – 2011. – Nr. 1-2. – P. 76-90.
349.	Bilețchi, N. „Severograd” de Nicolai Costenco – un roman controversat. // Philologia. – 2011. – Nr. 3-4. – P. 18-27.
350.	Bilețchi, N.  Mircea Streinu. // Glasul Bucovinei. – Cernăuți-București. – 2011. – Nr. – 1. – P. 65-79.
351.	Bilețchi, N. Portret de dicționar. // Răileanu Vitalie. Nicolae Esinencu. Spectacolul operei literare. – Chișinău: Profesional Service. – 2011. – P. 22-26.  Literatura despre cercetător
352.	Bilețchi, N. Deschidere cu har spre dramaturgie și proză. // Dolgan, M. Responsabilitatea cuvântului critic. – Chișinău. – Literatura artistică - 1987. – P. 102-111.  353.	Bilețchi, N. Hărnicie și angajare. // Dolgan, M. . Lit. și arta. – 1989. – 12 martie. – P. 4.
354.	Bilețchi, N. Un pasionat cercetător al procesului literar. // Coval, D. Zorile Bucovinei. – 1987. – 13 martie.
355.	Academia de Științe a Moldovei informează că la adunarea generală a A.Ș.M. din 30 decembrie 1992 în calitate de membru corespondent a fost ales Nicolae Bilețchi. // Moldova Suverană . – 1993. – 5 ianuarie.

## Titluri:
- Laureat al Premiului Prezidiului Academiei de Științe a Moldovei (1989)
- Medalia „Meritul Civic” (1996)
- Medalia „Dimitrie Cantemir” (2007)
- Diploma de Merit a CNAA (2012).[2]